# Băile Felix
Băile Felix (deutsch Bad Felix, ungarisch Félixfürdő) ist ein Kurort mit Thermalquellen von internationalem Ruf im Kreis Bihor im westlichen Rumänien. Die Heilquellen werden seit etwa tausend Jahren genutzt. Die Wassertemperatur beträgt 20 bis 49 °C.

## Lage
Băile Felix liegt an der Europastraße E79, neun Kilometer von der Kreishauptstadt Oradea und 22 Kilometer von dem rumänisch-ungarischen Grenzübergang Borș entfernt. Administrativ ist Băile Felix Teil der Gemeinde Sânmartin. Laut der Volkszählung von 2002 lebten in dem Kurort 663 Menschen.

## Klima
Das Klima ist gemäßigt kontinental. Die durchschnittliche Jahrestemperatur beträgt 10,4 °C und die Niederschlagsmenge beläuft sich auf 616 Milliliter im Jahr.

## Geschichte
Um das Jahr 1000 entdeckte der Mönch Felix, Abt des Klosters von Szentmárton (rumänisch: Sânmartin) erstmals eine Thermalquelle mit heilender Wirkung. In der Zeitspanne 1711–1721 trat das "Bad des Felix" (rumänisch: "Baia lui Felix") erstmals als Ort für die Behandlung von Krankheiten in Erscheinung.
Auf der Weltausstellung in St. Louis wurde die Goldmedaille für das beste Wasser der Welt an Bad Felix verliehen. Zu den Gästen des Kurbads zählen Persönlichkeiten wie Marlene Dietrich, Claudia Cardinale, Charlie Chaplin, Marschall Charles de Gaulle, der Maler Salvador Dalí, der Milliardär Aristoteles Onassis und Jacqueline Kennedy.
Heute ist Bad Felix mit 200 Quellen der größte Kurort in Rumänien.

## Kurbad

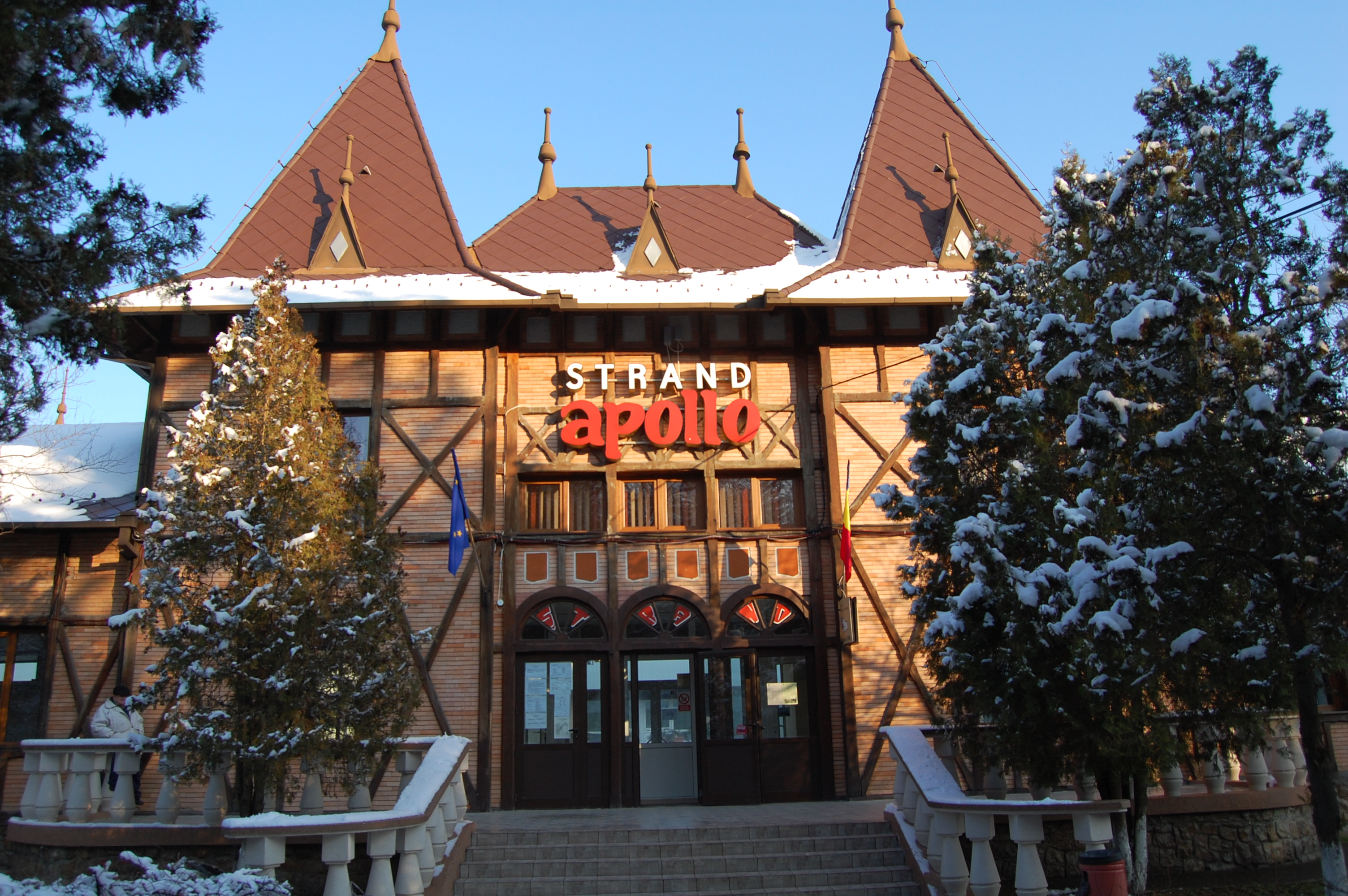
Strandbad Apollo

Die Kureinrichtungen in den Thermalbädern bestehen vorwiegend aus Wannen und Becken. Es gibt Möglichkeiten zu Bewegungs- und Streckbehandlungen sowie Einrichtungen für warme Schlammanwendungen. Aber auch medizinische Krankengymnastik, klassische Massage und Sauna kommt hier zur Anwendung.
Weiter gibt es Einrichtungen für Elektro- und Hydrotherapie und Einrichtungen für gynäkologische Behandlungen mit Thermalwasser und warmem Schlammbehandlungen. 
Eine Mineralwasser Trinkkuranlage sowie Inhalationseinrichtungen (Aerosoltherapie) für die Atemwege stehen zur Verfügung.
Um chronischen Atemwegs- oder Herz-Kreislauferkrankungen und rheumatischen Erkrankungen der Gelenke und Glieder vorzubeugen, kann im Kurort unter ärztlicher Aufsicht eine aktive prophylaktische Bäderkur durchgeführt werden. Ebenso werden Behandlungen für Kardiologie, Neurologie, Diabetes, Ernährungskrankheiten und Endokrinologie angeboten.
Das radonhältige Thermalwasser hat eine Temperatur von 41 bis 49 °C und einen Mineralieninhalt (Schwefel, Chlor, Natrium, Bikarbonat u. a.) von 986 mg/l.
Das Heilwasser von Bad Felix eignet sich für die Behandlung folgender Erkrankungen:
- Rheumatische Entzündungskrankheiten (rheumatoide Polyarthritis, lähmende Spondylose, akutes Gelenkrheuma)  im biologischen Stabilisierungsstand
- degeneratives Rheuma
- Spondylose (Genick-, Rücken- und Lendenspondylose) mit oder ohne Zervikobrachialgien
- Ischias und Hexenschuss
- Arthrosen, Polyarthrosen
- abartikuläre Rheumaleiden: Tendinosen, Tendinitis, Tendomyosen, Periarthrita scapulos humeralis
- posttraumatische Leiden: Folgeerscheinungen nach chirurgische Eingriffen an den Gelenken, nach Knochenbrechen, Verzerrungen und Verrenkungen
- zentrale und periphere Nervenleiden: Hemiparese, Paraparese, verschiedene Paresen

## Freizeiteinrichtungen

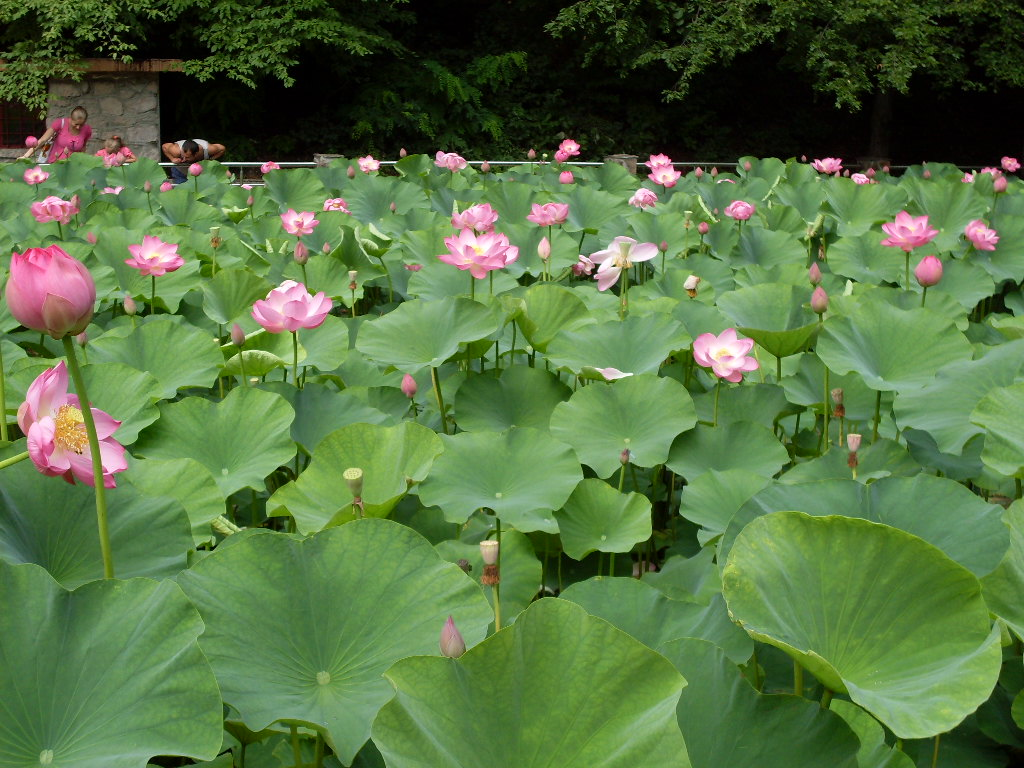
Seerosen in Bad Felix

Der Kurort verfügt über ein modernes Kulturhaus mit Theater, Kino, Konzertsaal, Bibliothek, zahlreiche Sportplätze, Freibäder, die mit Thermalwasser gespeist werden, Cafés, Restaurants, Gaststätten, Bars, Buchhandlungen, Einkaufsmöglichkeiten aller Art.
In den Parkanlagen mit den alkalischen Schwefelquellen findet man auch die rosa blühende Seerose "Nymphaea lothus thermalis", eine in Europa einzigartige Pflanze, ein botanisches Relikt des Tertiärs. Sie ist das Wahrzeichen von Bad Felix; ein Stadtteil trägt ihren Namen, "Nufărul" (Seelotus).
Am 29. Oktober 2012 wurde der Aquapark "Aqua President" eröffnet. Dieser ist das ganze Jahr über in Betrieb und fasst etwa 700–800 Personen. Das Wasser im Aquapark hat eine Temperatur von 34 bis 36 °C. 
Der Aquapark verfügt über 13 überdachte Schwimmbecken, drei Außenschwimmbecken, ein Wellenbad mit Wellen bis zu 50 cm Höhe, eine mediterrane Grotte, einen V.I.P.-Bereich, einen Kinderbereich, eine türkische und eine finnische Sauna, zwei Rutschen, eine im Innen- und eine im Außenbereich.
Der Trockenbereich des Aquaparks verfügt über eine Vielzahl von Unterhaltungsmöglichkeiten, wie Bowling, Tischtennis, Spielautomaten, Squash, Snooker, Darts, Mini-Football, Eishockey.